# Michael Ball
Michael Ball, född 2 oktober 1979 i Liverpool, är en engelsk fotbollsspelare. Han har under sin karriär spelat i Everton, Rangers, PSV Eindhoven, Manchester City och Leicester City.